# Тауас Сити (Мичиген)
Тауас Сити (енгл. Tawas City) град је у америчкој савезној држави Мичиген. По попису становништва из 2010. у њему је живело 1.827 становника.

## Демографија
Према попису становништва из 2010. у граду је живело 1.827 становника, што је 178 (8,9%) становника мање него 2000. године.
| Група             | 2000.         | 2010.         |
| Белци             | 1.945 (97,0%) | 1.755 (96,1%) |
| Афроамериканци    | 11 (0,5%)     | 13 (0,7%)     |
| Азијати           | 13 (0,6%)     | 17 (0,9%)     |
| Хиспаноамериканци | 16 (0,8%)     | 26 (1,4%)     |
| Укупно            | 2.005         | 1.827         |